# جرالد دافی
جرالد دافی (۱۸۹۶–۲۵ ژوئن ۱۹۲۸) فیلمنامه‌نویس دوره فیلم صامت و همچنین روزنامه‌نگار و نویسنده داستان کوتاه و ویراستار بود. او بیشتر به خاطر مشارکتهای زیادی که در مجله کتاب قرمز، می‌کرده‌است، شناخته شده‌است، همچنین او نامزد دریافت جایزه اسکار برای بهترین نامگذاری در نخستین دوره جوایز اسکار برای فیلم زندگی خصوصی هلن تروی بود. کارنامه پرکارش باعث شد تا به استخدام فرست نشنال در آید.
جرالد در سال ۱۹۲۸ در حالی که در حال نوشتن فیلمنامه در لس آنجلس، کالیفرنیا بود، درگذشت.

## فیلم‌شناسی منتخب
- یک همکار مبارز (۱۹۱۹)
- جینکس (۱۹۱۹)
- دلار و حس (۱۹۲۰)
- پرنسس لاغر (۱۹۲۰)
- افسر ۶۶۶ (۱۹۲۰)
- چه اتفاقی برای روزا افتاد (۱۹۲۰)
- اسبهای خود را نگه دارید (۱۹۲۱)
- به همسرتان اعتماد کنید (۱۹۲۱)
- از طریق در پشتی (۱۹۲۱)
- ارزش اجتماعی او (۱۹۲۱)
- امشب پسر سرگردانم کجاست؟ (۱۹۲۲)
- سر پاشنه (۱۹۲۲)
- آقای بارنز از نیویورک (۱۹۲۲)
- حتماً آتش‌سوزی می‌شود (۱۹۲۲)
- عنکبوت و گل سرخ (۱۹۲۳)
- شما مقصر هستید (۱۹۲۳)
- چراغهای روشن برادوی (۱۹۲۳)
- ساعت سه صبح (۱۹۲۳)
- رولت (۱۹۲۴)
- ریکویل (۱۹۲۴)
- اراده آزاد او (۱۹۲۴)
- جوانانی برای فروش (۱۹۲۴)
- قدم زدن با الن (۱۹۲۴)
- عشق آرژانتینی (۱۹۲۴)
- بوسه‌های خیلی زیاد (۱۹۲۵)
- آسمان سوار (۱۹۲۵)
- ولگرد، ولگرد، ولگرد (۱۹۲۶)
- کالج بوب (۱۹۲۶)
- سه شب دون خوان (۱۹۲۶)
- کوشر کیتی کلی (۱۹۲۶)
- ترور تیمید (۱۹۲۶)
- پرورش در کنتاکی قدیمی (۱۹۲۶)
- زن نقاب دار (۱۹۲۷)
- بانوی بدنام (۱۹۲۷)
- در زندان می بینمت (۱۹۲۷)
- پتنت لتر کید (۱۹۲۷)
- جام کریستالی (۱۹۲۷)
- زندگی خصوصی هلن تروی (۱۹۲۷)
- جو دوسر وحشی اش (۱۹۲۷)
- قلب یک دختر دنباله دار (۱۹۲۸)
- چرخ شانس (۱۹۲۸)
- سر مرد (۱۹۲۸)
- خارج از ویرانه‌ها (۱۹۲۸)